# Уругвай на літніх Олімпійських іграх 1972
Уругвай брав участь у Літніх Олімпійських іграх 1972 року у Мюнхені (ФРН) водинадцяте за свою історію, але не завоював жодної медалі. Збірну країни представляли три жінки.